# بلدية أراتسينوفو
بلدية أراتسينوفو (بالإنجليزية: Aračinovo Municipality)‏  هي بلدية في جمهورية مقدونيا، تتبع جمهورية مقدونيا، بلغ عدد سكانها 11٬597  نسمة، في 2002، تبلغ مساحتها 31٫3 كيلومتر مربع، رمزها البريدي هو 1045.